# Gerhard Maurer
Gerhard Hermann Maurer, född 9 december 1907 i Halle an der Saale, död 2 april 1953 i Kraków, var en tysk SS-Standartenführer och ställföreträdande chef för Amtsgruppe D inom SS-Wirtschafts- und Verwaltungshauptamt, SS:s ekonomi- och förvaltningsstyrelse.

## Biografi
Maurer, som var revisor till yrket, blev 1931 medlem av Nationalsocialistiska tyska arbetarepartiet (NSDAP) och Schutzstaffel (SS). År 1936 fick han anställning vid SS:s förvaltningsväsen. Han blev senare förbindelseofficer mellan Oswald Pohl, tyska företagsledare och koncentrationslägrens kommendanter.
År 1942 bildades SS-Wirtschafts- und Verwaltungshauptamt (SS-WVHA), SS:s ekonomi- och förvaltningsstyrelse, och denna organisation fick då kontrollen över koncentrationslägrens administration, Inspektionen för koncentrationslägren (IKL). Maurers uppgift innebar bland annat att förse den tyska rustningsindustrin och Organisation Todt med skickliga arbetare. IKL-chefen Richard Glücks ställföreträdare Arthur Liebehenschel utnämndes i november 1943 till kommendant för Auschwitz I, och Maurer efterträdde då denne. Maurer var därtill chef för avdelning D II, inom SS-WVHA, som handhade rekrytering av fångarbetskraft.
Maurer försvann i slutet av andra världskriget, men greps av amerikanska myndigheter i mars 1947. I november samma år vittnade han för försvaret vid Dorarättegången, vid vilken nitton personer ur personalen vid Mittelbau-Dora rannsakades. Maurer utlämnades sedermera till det polska rättsväsendet och dömdes till döden den 6 december 1951. Han avrättades genom hängning den 2 april 1953.